# Jack Douglas
Jack Douglas, född i Bronx, är en amerikansk musikproducent.
Douglas karriär i musikbranschen inleddes som anställd hos Record Plant Studios. Han anställdes ursprungligen som vaktmästare men fick snart uppgifter både som inspelningstekniker och producent. Som tekniker arbetade han bland annat på John Lennons Imagine (1971). Han fortsatte sedan att arbeta med Lennon och Yoko Ono, bland annat som medproducent på Double Fantasy (1980), vilket vann en Grammy för årets album.
Douglas var tekniker på Alice Coopers Billion Dollar Babies (1973) och producerade året därpå Muscle of Love. Han inledde också ett samarbete med rockgruppen Aerosmith och producerade under 1970-talet Get Your Wings, Toys in the Attic, Rocks och Draw the Line åt gruppen. På Draw the Line bidrog han även som låtskrivare. Efter att ha ersatts på Night in the Ruts (1979) återkom Douglas även till gruppen på albumen Rock in a Hard Place (1982) och Honkin' on Bobo (2004).
Douglas har även producerat album av bland annat Patti Smith, Cheap Trick och Slash's Snakepit.